# Cybalomia rivasalis
Cybalomia rivasalis là một loài bướm đêm trong họ Crambidae.